# Росток (аеропорт)
Аеропорт Росток або Росток-Лааге, (нім. Flughafen Rostock-Laage (IATA: RLG, ICAO: ETNL)) — аеропорт Ростока, найбільшого міста німецької землі Мекленбург-Передня Померанія, названий на честь Лааге — міста, в межах якого він розташований. З аеропорту виконуються рейси до великих міст Німеччини, також деякі маршрути курортного напрямку. Окрім цивільної діяльності, є військова частина аеропорту, де дислокується Jagdgeschwader 73 ВПС Німеччини.

## Історія
Будівництво аеропорту почалося в 1979 році як об'єкту Національної народної армії. Він почав діяти в 1984 році з винищувачем JBG 77 і винищувачем 28 ВМС. Був дезактивований Бундесвером у 1990 році та знову активований у 1993 році, коли там був розміщений Jagdgeschwader 73. У тому ж році компанія «Rostock-Laage-Güstrow GmbH» починає цивільні операції на ділянці аеропорту площею 60 гектарів.
У жовтні 2014 року Райнер Шварц, колишній генеральний менеджер аеропорту Берлін-Бранденбург, був призначений на аналогічну посаду в аеропорті Росток-Лааге. Після того, як британська регіональна авіакомпанія Flybmi, яка виконувала рейси до Мюнхена та Штутгарта, припинила свою діяльність і оголосила про банкрутство, Lufthansa взяла на себе маршрут з Ростока до Мюнхена з ротацією двічі на день (крім середи та суботи) літаками Bombardier CRJ900.
У 2019 році аеропорт зазнав різкого падіння кількості пасажирів, зменшившись більш ніж наполовину до 148 000. Це було в основному викликано закриттям компанії Germania, яка керувала кількома курортними маршрутами з Ростока.
У лютому 2021 року Lufthansa Aviation Training перенесла практичне навчання з аеропорту Бремена до Ростока.

## Зручності
Аеропорт складається з однієї сучасної будівлі пасажирського терміналу, яка містить великий зал реєстрації, а також кілька магазинів і ресторанів. Будівля обладнана двома реактивними містками і позиціями перону. Аеропорт зазвичай приймає літаки середнього розміру, такі як Airbus A320, хоча він також обладнаний для обслуговування широкофюзеляжних літаків аж до Boeing 747-400. Він також має кілька стоянок для менших літаків загальної авіації.

## Авіалінії та напрямки
Наступні авіакомпанії здійснюють сезонні рейси в аеропорт Ростока:
| Авіакомпанія      | Пункт призначення             |
| ----------------- | ----------------------------- |
| Corendon Airlines | Сезонний: Анталія, Іракліон   |
| ITA Airways       | Сезонний чартер: Мілан-Лінате |

Крім того, аеропорт часто використовується для недержавних чартерних рейсів круїзних суден до та з Південної Європи для перевезення пасажирів, які подорожують до та з сусіднього круїзного порту Варнемюнде.

## Статистика

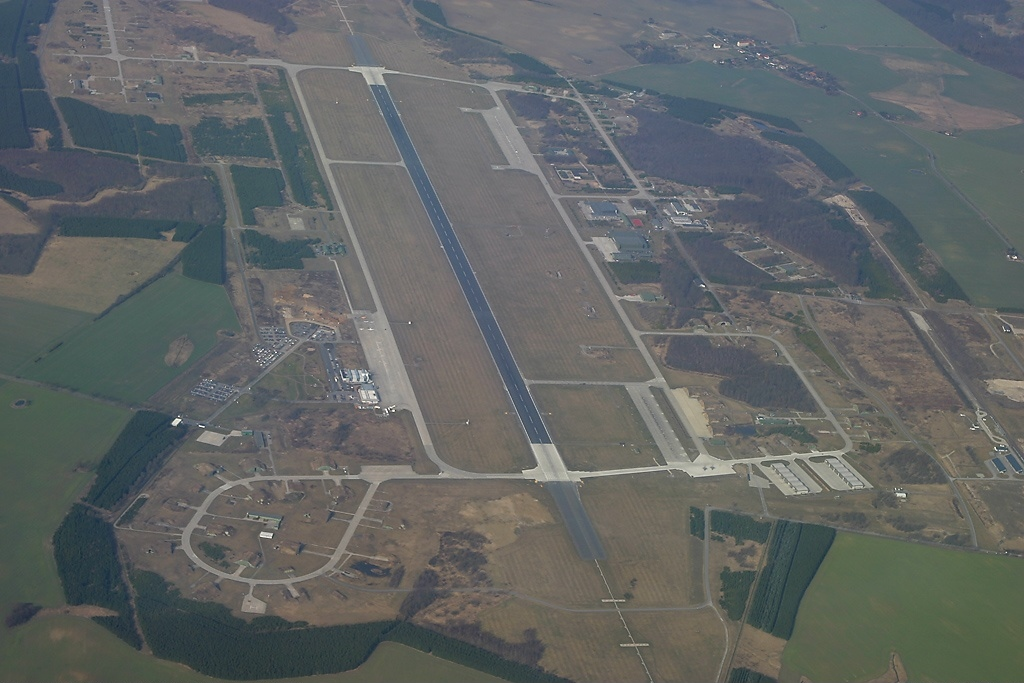
Вид з повітря

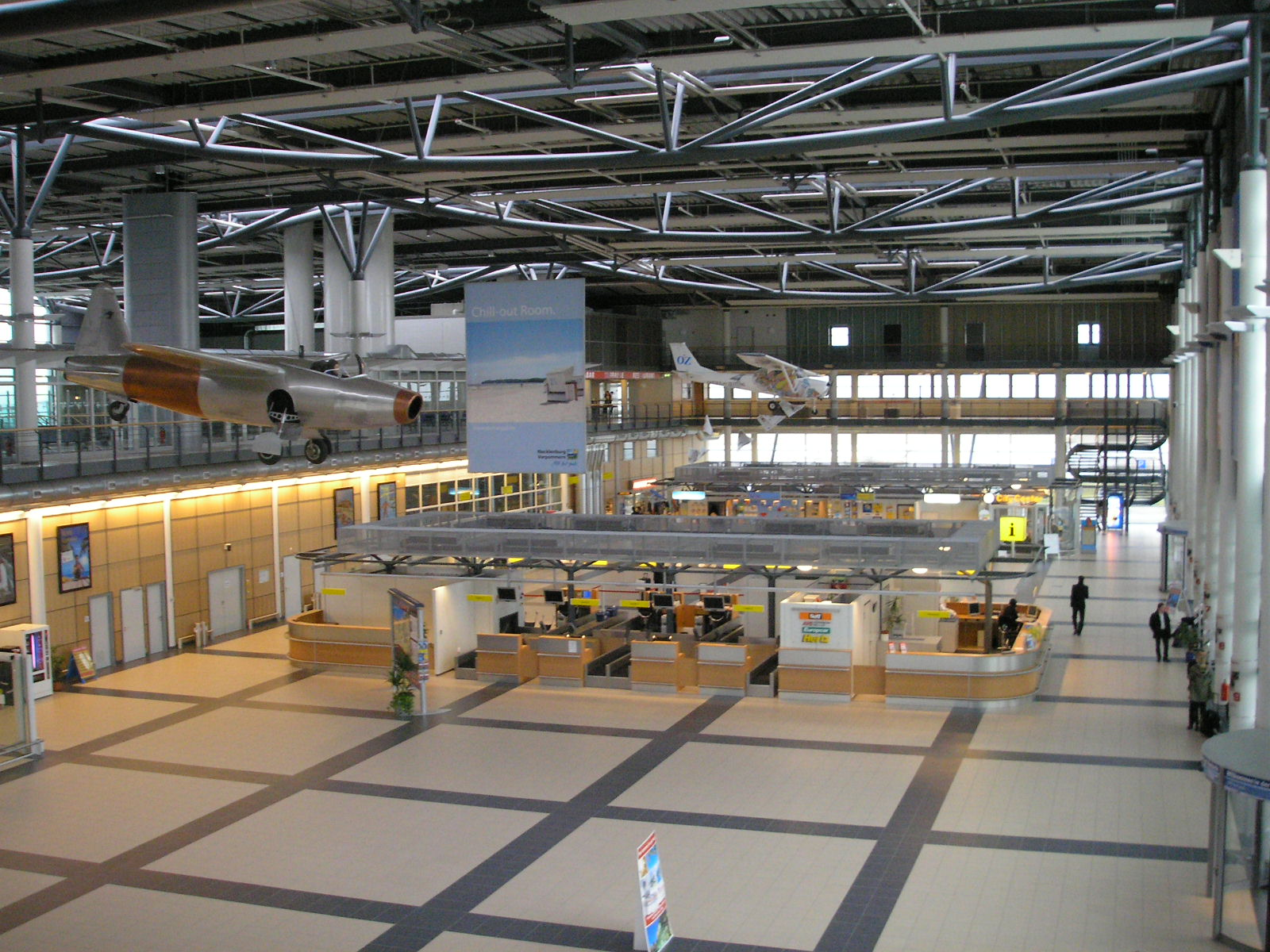
Зал реєстрації

Див. джерело запитів Вікіданих та джерела.
| 2010                     | 219.489   |
| 2011                     | ▲ 223,516 |
| 2012                     | ▼ 203,990 |
| 2013                     | ▼ 177,464 |
| 2014                     | ▼ 169,946 |
| 2015                     | ▲ 190,869 |
| 2016                     | ▲ 250,199 |
| 2017                     | ▲ 290,654 |
| 2018                     | ▲ 298,000 |
| 2019                     | ▼ 148,000 |
| Джерело: Аеропорт Росток |           |

## Наземний транспорт
Для всіх регулярних і більшості чартерних рейсів, пряме автобусне сполучення з головним залізним вокзалом Ростока надає обласне транспортне підприємство. Вводиться спеціальний тариф («Flughafenticket»), що дозволяє пасажирам використовувати приміські поїзди та трамваї в межах міста Росток для однієї поїздки з пересадкою. Те саме стосується однієї додаткової поїздки регіональними автобусами з Ростока в межах інтегрованого регіону Росток.
Неподалік проходять автостради A19 (Росток–Берлін) і A20 (Любек —Щецин). В аеропорту є 4 паркувальні зони із загальною кількістю понад 1000 паркувальних місць.
Кілька міжнародних і місцевих агентств з прокату автомобілів розташовані в аеропорту.